# Transmissor

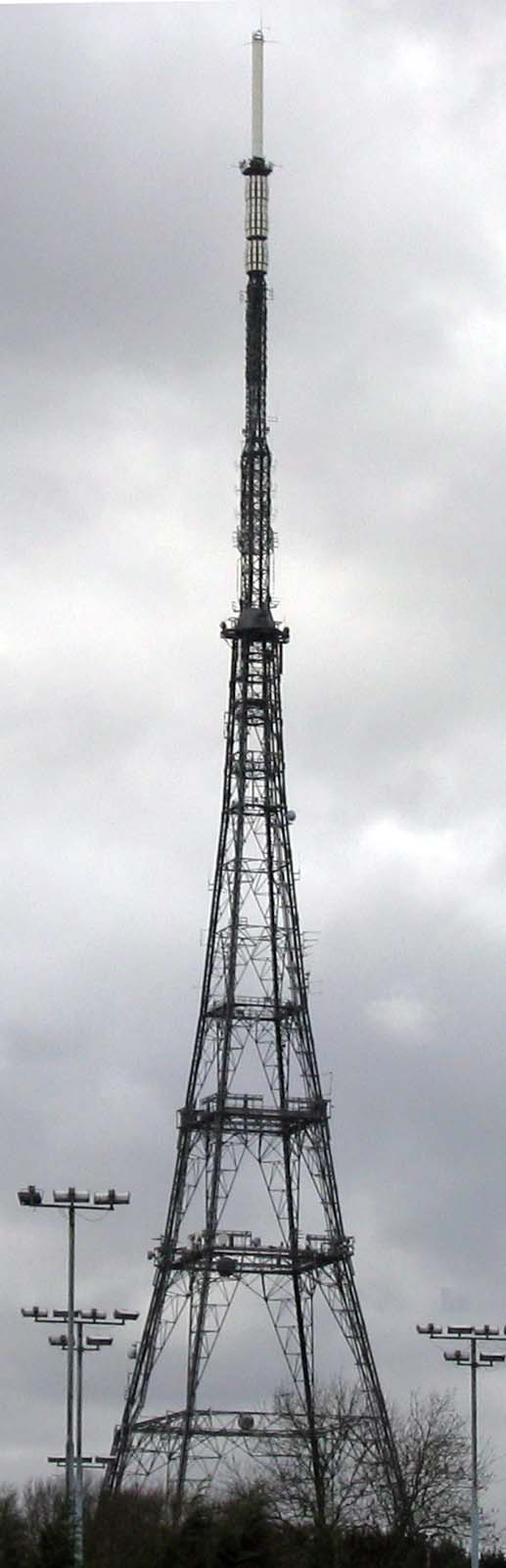
Torre de antena de transmissor, em Londres

Para transmissores biológicos, ver sistema endócrino.
Em eletrônica e telecomunicações, um transmissor de rádio ou apenas transmissor (muitas vezes abreviado como XMTR ou TX em documentos técnicos) é um dispositivo eletrônico que produz ondas de rádio com uma antena com o objetivo de transmitir sinal até um receptor de rádio. O próprio transmissor gera uma corrente alternada de radiofrequência, que é aplicada à antena. Quando excitada por essa corrente alternada, a antena irradia ondas de rádio.
Os transmissores são componentes necessários de todos os dispositivos eletrônicos que se comunicam por rádio, como estações de transmissão de rádio (áudio) e televisão, telefones celulares, walkie-talkies, redes de computadores sem fio, dispositivos habilitados para Bluetooth, abridores de portas de garagem, rádios bidirecionais em aeronaves, navios, espaçonaves, conjuntos de radares e balizas de navegação. O termo transmissor geralmente é limitado a equipamentos que geram ondas de rádio para fins de comunicação; ou radiolocalização, como radar e transmissores de navegação. Geradores de ondas de rádio para aquecimento ou fins industriais, como fornos de microondas ou equipamentos de diatermia, geralmente não são chamados de transmissores, embora muitas vezes tenham circuitos semelhantes.
O termo é popularmente usado mais especificamente para se referir a um transmissor de transmissão, um transmissor usado na radiodifusão, como em transmissor de rádio FM ou transmissor de televisão. Esse uso normalmente inclui o transmissor propriamente dito, a antena e, muitas vezes, o prédio em que está alojado.

## Operação
As ondas eletromagnéticas são irradiadas por cargas elétricas quando são aceleradas. As ondas de rádio, ondas eletromagnéticas de radiofrequência, são geradas por correntes elétricas variáveis no tempo, consistindo de elétrons fluindo através de um condutor de metal chamado antena que estão mudando sua velocidade e, portanto, acelerando.  Uma corrente alternada fluindo para frente e para trás em uma antena criará um campo magnético oscilante ao redor do condutor. A tensão alternada também carregará as extremidades do condutor alternadamente positiva e negativa, criando um campo elétrico oscilante ao redor do condutor. Se a frequência das oscilações for alta o suficiente, na faixa de radiofrequência acima de cerca de 20 kHz, os campos elétricos e magnéticos acoplados oscilantes irradiarão da antena para o espaço como uma onda eletromagnética, uma onda de rádio.

Animação de uma antena dipolo de meia onda transmitindo ondas de rádio, mostrando as linhas do campo elétrico. A antena no centro é composta por duas hastes verticais de metal, com uma corrente alternada aplicada em seu centro a partir de um transmissor de rádio (não mostrado). A tensão carrega os dois lados da antena alternadamente positivo (+) e negativo (−). Loops de campo elétrico (linhas pretas) saem da antena e se afastam na velocidade da luz; Estas são as ondas de rádio. Esta animação mostra a ação muito lenta.

Um transmissor de rádio é um circuito eletrônico que transforma a energia elétrica de uma fonte de energia, uma bateria ou rede elétrica, em uma corrente alternada de radiofrequência para aplicar à antena, e a antena irradia a energia dessa corrente como ondas de rádio. O transmissor também codifica informações como um sinal de áudio ou vídeo na corrente de radiofrequência a ser transportada pelas ondas de rádio. Quando atingem a antena de um receptor de rádio, as ondas excitam correntes de radiofrequência semelhantes (mas menos poderosas). O receptor de rádio extrai as informações das ondas recebidas.

### Componentes
Um transmissor de rádio prático consiste principalmente nas seguintes partes:
- Em transmissores de alta potência, um circuito de fonte de alimentação para transformar a energia elétrica de entrada nas tensões mais altas necessárias para produzir a saída de energia necessária.
- Um circuito oscilador eletrônico para gerar o sinal de radiofrequência. Isso geralmente gera uma onda senoidal de amplitude constante, chamada de onda portadora porque produz as ondas de rádio que "transportam" as informações pelo espaço. Na maioria dos transmissores modernos, este é um oscilador de cristal no qual a frequência é controlada com precisão pelas vibrações de um cristal de quartzo. A frequência da onda portadora é considerada a frequência do transmissor.
- Um circuito modulador para adicionar as informações a serem transmitidas à onda portadora produzida pelo oscilador. Isso é feito variando algum aspecto da onda portadora. A informação é fornecida ao transmissor como um sinal eletrônico chamado sinal de modulação. O sinal de modulação pode ser um sinal de áudio, que representa o som, um sinal de vídeo que representa imagens em movimento ou, para dados, na forma de um sinal digital binário que representa uma sequência de bits, um fluxo de bits. Diferentes tipos de transmissores usam diferentes métodos de modulação para transmitir informações:
  - Em um transmissor AM (modulação de amplitude), a amplitude (força) da onda portadora é variada em proporção ao sinal de modulação.
  - Em um transmissor FM (modulação de frequência), a frequência da portadora é variada pelo sinal de modulação.
  - Em um transmissor FSK (chaveamento por mudança de frequência), que transmite dados digitais, a frequência da portadora é deslocada entre duas frequências que representam os dois dígitos binários, 0 e 1.
  - OFDM (orthogonal frequency-division multiplexing) é uma família de métodos complicados de modulação digital muito amplamente utilizados em sistemas de alta largura de banda, como redes Wi-Fi, telefones celulares, transmissão de televisão digital e transmissão de áudio digital (DAB) para transmitir dados digitais usando um mínimo de largura de banda de espectro de rádio. O OFDM tem maior eficiência espectral e mais resistência ao desbotamento do que AM ou FM. No OFDM, várias ondas portadoras de rádio espaçadas em frequência são transmitidas dentro do canal de rádio, com cada portadora modulada com bits do fluxo de bits de entrada, de modo que vários bits sejam enviados simultaneamente, em paralelo. No receptor, as portadoras são demoduladas e os bits são combinados na ordem correta em um fluxo de bits.

Muitos outros tipos de modulação também são usados. Em grandes transmissores, o oscilador e o modulador juntos são freqüentemente chamados de excitador.
- Um amplificador de radiofrequência (RF) para aumentar a potência do sinal, para aumentar o alcance das ondas de rádio.
- Um circuito de correspondência de impedância (sintonizador de antena) para transformar a impedância de saída do transmissor para corresponder à impedância da antena (ou da linha de transmissão para a antena), para transferir energia de forma eficiente para a antena. Se essas impedâncias não forem iguais, isso causa uma condição chamada ondas estacionárias, na qual a energia é refletida de volta da antena em direção ao transmissor, desperdiçando energia e às vezes superaquecendo o transmissor.

Em transmissores de frequência mais alta, na faixa UHF e micro-ondas, os osciladores de funcionamento livre são instáveis na frequência de saída. Projetos mais antigos usavam um oscilador em uma frequência mais baixa, que era multiplicado por multiplicadores de frequência para obter um sinal na frequência desejada. Os projetos modernos usam mais comumente um oscilador na frequência de operação que é estabilizada pelo bloqueio de fase para uma referência de frequência mais baixa muito estável, geralmente um oscilador de cristal.